# زیست‌نشانگر (پزشکی)

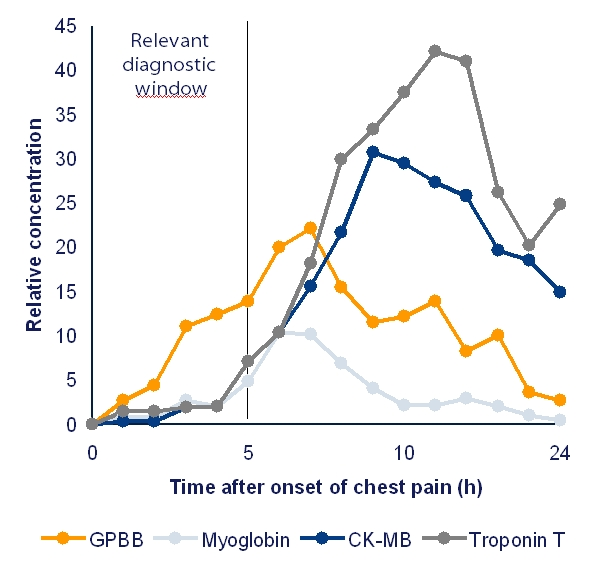
پس از حمله قلبی، با چند زیست‌نشانگر می‌شود شدت و مدت آن را تعیین نمود.

زیست‌نشانگر پزشکی یک شاخص کیفی یا کمی از وجود یک بیماری یا شدت آن است. در حالت کلی‌تر، یک نشانگر زیستی را می‌توان هر عاملی دانست که بتوان از آن به عنوان یک شاخص تعیین بیماری یا تعیین کارکرد بدن در موجودات زنده استفاده کرد.
به بیان بهتر زیست‌نشانگر تغییر در وضعیت یک پروتئین است که این تغییر خود نشانگر وجود یک بیماری، احتمال پیشرفت یک بیماری یا مثلاً میزان تأثیر یک درمان خاص برای یک بیماری می‌باشد.

## کاربردها
زیست‌نشانگرها می‌توانند کاربردهای متنوعی داشته باشند: تشخیص زودرس، سنجش پیشرفت بیماری و انتخاب بهترین روش درمان.
در یک تقسیم‌بندی کلی، زیست‌نشانگرها را می‌توان به دو دسته کلی تقسیم نمود:
1. زیست‌نشانگرهای مرتبط با بیماری
  1. زیست‌نشانگرهای پیش‌بینی درمان: نشانگری برای احتمال میزان اثرگذاری یک درمان خاص است.
  2. زیست‌نشانگرها تشخیصی: احتمال وجود یک بیماری در شخص را تشخیص می‌دهند.
  3. زیست‌نشانگرهای پیش‌بینی گسترش بیماری: فارغ از نوع درمان انتخابی، احتمال میزان گسترش بیماری را بررسی می‌کنند.
2. زیست‌نشانگرهای مرتبط با دارو: این احتمال را بررسی می‌کند که درمان انتخابی بر یک بیمار خاص چه تأثیری خواهد گذاشت.

## نمونه‌ها
- بالا رفتن تب یک نشانگر برای سرماخوردگی یا فشار خون بالا نشان گر احتمال وقوع سکته قلبی قلمداد می‌شود.
- تشخیص اختلالات روانی: تشخیص اختلال روانی نه فقط از طریق معاینه بالینی که با دانستن این که کدام سیستم مغزی دچار مشکل عملکرد شده‌ است، هم ممکن است.
- زیست‌نشانگر در سیگنال مغزی

### کاربرد در نوار مغزی
زیست‌نشانگرهای نوار مغزی، راهی غیر تهاجمی و ارزان برای تشخیص یک سری اختلالات روانی می‌باشند. به عنوان مثال در اختلالی مانند آلزایمر، نوار مغزی می‌تواند اطلاعات ارزشمندی دربارهٔ کارکرد مغز در اختیار قرار دهد.
از همین رو زیست‌نشانگرهای نوار مغزی می‌توانند نشانگر مناسبی برای تشخیص آلزایمر باشند. آلزایمر با تخریب سلول‌های مغزی که فعالیت طبیعی مغز را تحت تأثیر قرار می‌دهد، باعث عوارضی مانند تخریب حافظه و مشکلات شناختی برای شخص می‌شود. تأثیر آلزایمر بر سیگنال‌های مغزی به صورت‌هایی مانند کاهش سرعت نوار مغزی، کاهش همبستگی سیگنال‌ها و کاهش پیچیدگی نوار مغزی را نشان می‌دهد. همان‌طور که در این مثال مشخص است، زیست‌نشانگرهای مبتنی بر سیگنال مغزی می‌توانند در تشخیص آلزایمر مؤثر باشند.
به همین صورت طیفی از اختلالات، زیست‌نشانگر مربوط به خود را در سیگنال مغزی دارند که می‌توان پس از گرفتن نوار مغزی  کنترل نمود که وضعیت فرد دربارهٔ آن اختلال به چه صورت است.

## ملاک‌ها
مهمترین ملاک‌های مناسب بودن زیست‌نشانگر در یک کاربرد خاص عبارتند از:
- دقت نتایج
- در دسترس بودن
- قابلیت شناسایی مستقیم در اندام
- قابلیت شناسایی غیر مستقیم در بزاق، خون، عرق و تنفس شخص
- قابلیت اندازه‌گیری آسان
- قابلیت کمی کردن اندازه‌گیری انجام شده با احتمال مورد نظر درمانگر (مثلا وقوع بیماری)